# Octan celulozy

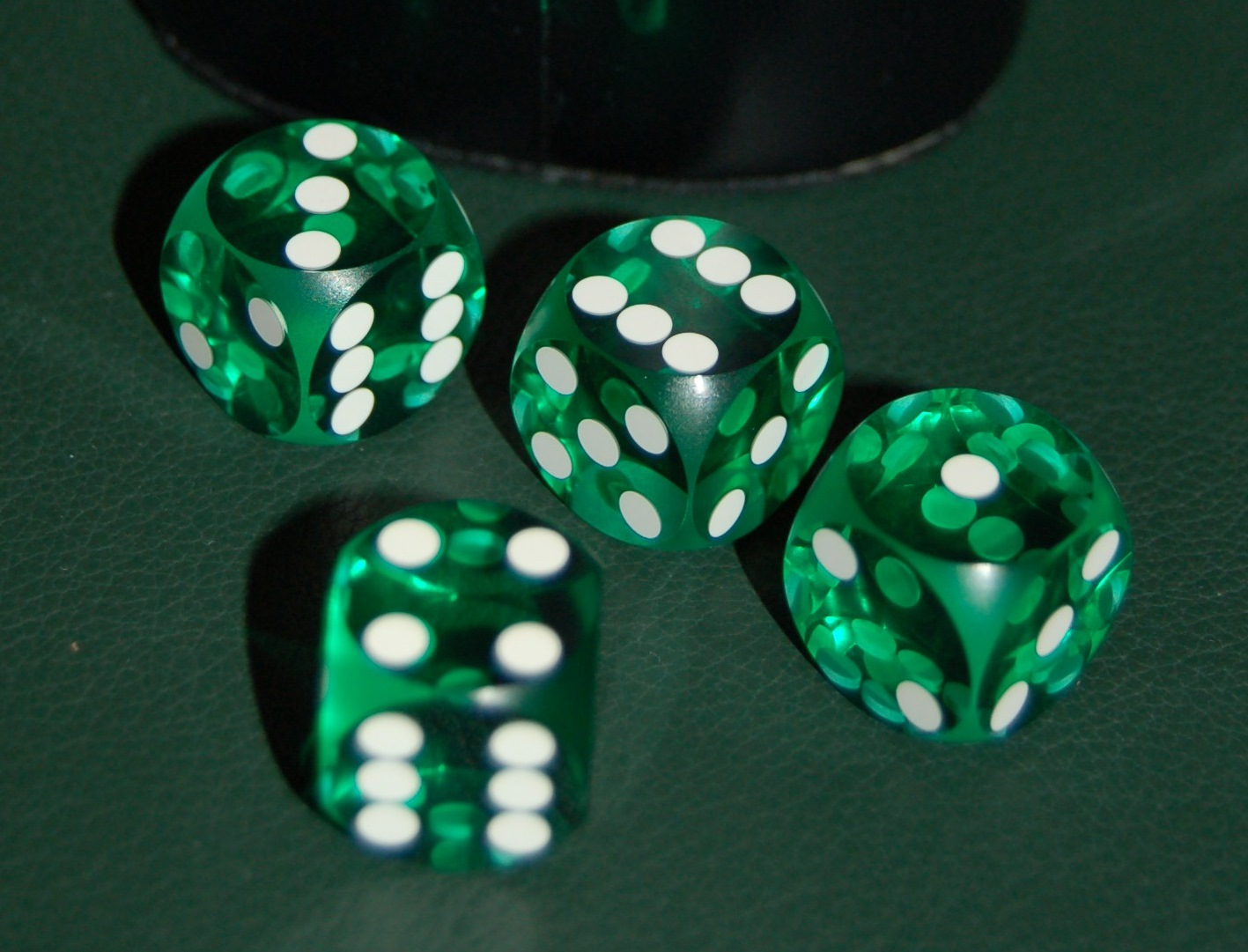
Kości do gry wykonane z octanu celulozy

Octan celulozy – organiczny związek chemiczny, ester kwasu octowego i celulozy, otrzymywany przez działanie kwasem octowym lub jego bezwodnikiem na celulozę w obecności kwasu siarkowego lub chlorku cynku (jako katalizatora).

## Właściwości
Octan celulozy jest bezbarwnym termoplastycznym polimerem odpornym na zarysowanie, mało odpornym na ścieranie. Posiada właściwości izolacyjne oraz antystatyczne. Odporny na działanie wody, olejów i tłuszczów. Rozpuszczalny w acetonie, kwasie octowym i chlorowanych węglowodorach. Trudnopalny.

## Zastosowanie
Jest stosowany jako materiał konstrukcyjny (np. uchwyty, grzebienie, oprawy) i anty-refleksyjny (np. w okularach przeciwsłonecznych); wchodzi w skład lakierów oraz farb drukarskich.
Z uwagi na trudniejszą palność zastąpił celuloid w produkcji taśm, błon i folii dla przemysłu fotograficznego. Materiał wykorzystywany również do produkcji galanterii, membran do mikrofiltracji, ultrafiltracji, osmozy i odwróconej osmozy.
Podział w zależności od zawartości reszt octanowych (stopień acetylowania):
- 58–62,3% (tzw. trójoctan celulozy) – folia elektrotechniczna/ polaryzacyjna
- 56–58% – folie techniczne
- 54,5% – włókno octanowe
- 52–54% – tworzywa sztuczne
- 44–48% – farby drukarskie.